# Anders Ahlén (professor)
Anders Ahlén, född 17 november 1953, är en svensk civilingenjör och sedan 1996 professor i signalbehandling på avdelningen för signaler och system vid Uppsala universitets institution för teknikvetenskaper.
Ahlén disputerade i reglerteknik vid Uppsala universitet 1986 och blev docent i samma ämne år 1990.  Mellan 2006 och 2020 var Ahlén inspektor för Kalmar nation i Uppsala.[källa behövs]

## Näringslivsengagemang
Ahlén är medgrundare till företaget Dirac Research AB och är CTO i detta företag som med hjälp av signalbehandling utvecklar metoder för ljudförbättring i bilar, biografer och hem.